# 상산초등학교
상산초등학교는 대한민국 경상북도 상주시 냉림동에 있는 공립 초등학교이다.

## 학교 연혁
- 1927년 2월 4일 상주여자공립보통학교 개교(現 상주경찰서 자리)
- 1938년 1월 13일 냉림동 신축 교사로 이전
- 1938년 3월 5일 상주북정공립보통학교로 개칭
- 1938년 4월 1일 상주북정공립심상소학교로 교명 개칭[1]
- 1941년 4월 1일 상주북정공립국민학교로 교명 개칭[2]
- 1946년 6월 20일 상산국민학교로 교명 개칭
- 1969년 7월 10일 종합관찰원 준공
- 1972년 7월 1일 특수학급 1학급 개설
- 1995년 9월 16일 체육관 및 강당 착공
- 1996년 1월 16일 병설유치원 설립인가
- 1996년 3월 1일 상산초등학교로 교명 개칭[3]
- 1999년 9월 1일 북부분교장 편입
- 2003년 10월 24일 도서관 개관, 교비 건립
- 2006년 3월 1일 북부분교장 통합
- 2018년 2월 13일 제91회 졸업(졸업생 18,536명)
- 2018년 3월 1일 23학급(특수 2학급 포함)편성, 병설 유치원 3학급 편성

## 학교 상징
- 교화 - 장미 : 아름다운 꽃을 피워주는 장미와 같이 사람들에게 사랑을 베풀 줄 아는 어린이가 되자는 뜻임
- 교목 - 느티나무 : 오랜 역사를 지닌 굳센 느티나무처럼 꾸준히 마음을 갈고 닦는 어린이가 되라는 뜻임

## 참고 자료
- 상산초등학교 - 한국교육학술정보원 학교알리미